# Khúc côn cầu trên cỏ tại Đại hội Thể thao châu Á 1958
Nội dung thi đấu Khúc côn cầu trên cỏ chỉ dành cho nam tại Đại hội Thể thao châu Á 1958 ở Tokyo, Nhật Bản, giải đấu diễn ra từ ngày 25 Tháng 5 đến ngày 30 tháng 5 năm 1958 bao gồm 5 đội tham gia theo thể thức thi đấu vòng tròn.
Sau mười trận đấu, Pakistan đứng đầu bảng với hiệu số bàn thắng cao hơn Ấn Độ và đã giành huy chương vàng. Ấn Độ đã giành huy chương bạc trong khi Hàn Quốc nhận huy chương đồng.

## Danh sách huy chương
| Nội dung | Vàng | Bạc | Đồng |
| -------- | --- | --- | --- |
| Nam      | Pakistan · Hafeez Ahmed · Noor Alam · Mussarat Ali · Khursheed Aslam · Manzoor Hussain Atif · Naseer Bunda · Munir Dar · Abdul Hamid · Zakir Hussain · Anwar Ahmed Khan · Motiullah Khan · Habib Ali Kiddie · Muhammad Manna · Chaudhry Ghulam Rasool · Habibur Rehman · Latif-ur-Rehman · Qazi Abdul Waheed · Khwaja Zakauddin | Ấn Độ · A. W. Caleb · N. R. Chavan · Leslie Claudius · Chinadorai Deshmutu · Balbir Singh Dosanjh · Gurjit Singh Kullar · Shankar Lakshman · Mohammed Yakub Qureshi · D. P. Rathi · Bakshish Singh · Balbir Singh Jr. · Balkrishan Singh · Gurdev Singh · Gursevak Singh · Jagjit Singh · Udham Singh | Hàn Quốc · Ahn Jae-sung · Baek Ki-young · Bu Dae-hyun · Hong In-ho · Kim Chu-gil · Kim Jae-eui · Kim Sang-jong · Kim Sang-taek · Kim Si-sup · Kim Soo-il · Kim Yeon-bong · Kwon Oh-wan · Lee Gul · Lee Jung-soo · Park Chun-saeng · Park Sang-ho · Yang Geum-dong |

## Kết quả

### Bảng xếp hạng
| VT | Đội          | ST | T | H | B | BT | BB | HS  | Đ |
| -- | ------------ | -- | - | - | - | -- | -- | --- | - |
| 1  | Pakistan     | 4  | 3 | 1 | 0 | 19 | 0  | +19 | 7 |
| 2  | Ấn Độ        | 4  | 3 | 1 | 0 | 16 | 1  | +15 | 7 |
| 3  | Hàn Quốc     | 4  | 2 | 0 | 2 | 6  | 13 | −7  | 4 |
| 4  | Mã Lai       | 4  | 0 | 1 | 3 | 2  | 15 | −13 | 1 |
| 5  | Nhật Bản (H) | 4  | 0 | 1 | 3 | 1  | 15 | −14 | 1 |

### Các trận đấu
| 25 tháng 5 năm 1958 |

| Mã Lai | 2–3 | Hàn Quốc |
| ------ | --- | -------- |
|        |     |          |

|  |

| 25 tháng 5 năm 1958 |

| Ấn Độ | 8–0 | Nhật Bản |
| ----- | --- | -------- |
|       |     |          |

|  |

| 26 tháng 5 năm 1958 |

| Pakistan | 5–0 | Nhật Bản |
| -------- | --- | -------- |
|          |     |          |

|  |

| 26 tháng 5 năm 1958 |

| Ấn Độ | 2–1 | Hàn Quốc |
| ----- | --- | -------- |
|       |     |          |

|  |

| 27 tháng 5 năm 1958 |

| Pakistan                                       | 8–0     | Hàn Quốc |
| ---------------------------------------------- | ------- | -------- |
| Dar ?', ?', ?', ?', ?' · Afzal · Bunda · Hamid | Báo cáo |          |

|  |

| 27 tháng 5 năm 1958 |

| Ấn Độ                                                                           | 6–0     | Mã Lai |
| ------------------------------------------------------------------------------- | ------- | ------ |
| Balb. Singh Sr. 1', 6', 67' · Balb. Singh Jr. 4' · Chavan 61' · Gurd. Singh 66' | Báo cáo |        |

|  |

| 28 tháng 5 năm 1958 |

| Nhật Bản | 1–2 | Hàn Quốc |
| -------- | --- | -------- |
|          |     |          |

|  |

| 28 tháng 5 năm 1958 |

| Pakistan | 6–0 | Mã Lai |
| -------- | --- | ------ |
|          |     |        |

|  |

| 30 tháng 5 năm 1958 |

| Nhật Bản | 0–0     | Mã Lai |
| -------- | ------- | ------ |
|          | Báo cáo |        |

|  |

| 30 tháng 5 năm 1958 |

| Ấn Độ | 0–0     | Pakistan |
| ----- | ------- | -------- |
|       | Báo cáo |          |

|  |